# كأس العالم للسيدات تحت 20 سنة لكرة القدم 2016
كأس العالم للسيدات تحت 20 سنة لكرة القدم 2016 هو الموسم 8 من  كأس العالم للسيدات تحت 20 سنة لكرة القدم. أقيم خلال الفترة 13 نوفمبر 2016 وحتى 3 ديسمبر 2016، وأشرف على تنظيمه الاتحاد الدولي لكرة القدم، وكان عدد الأندية المشاركة فيه  16، وفاز فيه منتخب كوريا الشمالية لكرة القدم للسيدات.